# القاهرة 30 (فلم)
القاهرة 30 هو فيلم مصري عرض عام 1966، بطولة سعاد حسني وأحمد مظهر وحمدي أحمد وعبد المنعم إبراهيم. وتوفيق الدقن ، ومن إخراج صلاح أبو سيف.

## قصة الفيلم
تدور أحداث الفيلم في ثلاثينات القرن العشرين حيث يعيش الشاب "محجوب عبد الدايم" (حمدي أحمد) الوافد من القناطر الخيرية (فلاحين الدلتا) حياة فقيرة في القاهرة، ويتعرف على ابن قريته "سالم الإخشيدي" الذي يطلب منه أن يساعده على الحصول على وظيفة، فيعرض عليه وظيفة مقابل أن يتزوج من "إحسان" (سعاد حسني)، عشيقة "قاسم بك" (أحمد مظهر)، على أن يزورها "قاسم بك" مرة كل أسبوع.

## طاقم التمثيل
- سعاد حسني: (إحسان)
- أحمد مظهر: (قاسم بك)
- حمدي أحمد: (محجوب عبد الدايم)
- عبد المنعم إبراهيم: (أحمد بدير)
- يوسف وهبي: (ضيف شرف / يوسف وهبي)
- عقيلة راتب: (زوجة قاسم بك)
- بهيجة حافظ: (إكرام هانم نيروز)
- سهير المرشدي: (ضيفة شرف)
- شفيق نور الدين: (والد محجوب عبد الدايم)
- توفيق الدقن: (شحاته تركي - والد إحسان)
- نعيمة الصغير: (والدة إحسان)
- أحمد توفيق: (سالم الإخشيدي)
- عبد العزيز مكيوي: (علي طه)
- كامل أنور: (رجل البار)
- أشرف عبد الغفور: (طالب - زميل علي طه)
- سامي عطايا: (سكرتير محجوب عبد الدايم)
- رؤوف مصطفى: (منصور)
- أشرف السلحدار: (طالب)
- حللي محمد: (سفرجي)
- نبيل الشاذلي
- أحمد الحماقي
- إبراهيم زادة
- نبيلة صقر
- محمود النادي
- أحمد حسين
- محمود راشد
- محمود راشد
- سيف النصر أبو العلا
- أحمد سامي
- محمد سلطان
- حسام صالح
- خيرية خيري

## فريق العمل
- إخراج: صلاح أبو سيف
- قصة: نجيب محفوظ
- سيناريو: صلاح أبو سيف، علي الزرقاني، وفية خيري
- حوار: لطفي الخولي
- مدير التصوير: وحيد فريد
- مونتاج: محيي الدين عبد الجواد
- مشرف على المونتاج: سعيد الشيخ
- موسيقى تصويرية: فؤاد الظاهري
- إنتاج: المؤسسة المصرية العامة للسينما (جمال الليثي)
- توزيع: الشركة العامة لتوزيع وعرض الأفلام السينمائية (فرع دولار فيلم)

## روابط خارجية
- مقالات تستعمل روابط فنية بلا صلة مع ويكي بيانات